# Катрич Олег Володимирович
Оле́г Володи́мирович Ка́трич (1977—2022) — український військовослужбовець, учасник російсько-української війни. Оборонець Маріуполя в ході російського вторгнення в Україну.

## Життєпис
Корінний маріуполець (у третьому поколінні). Виховувався в робітничій родині мамою, бабусею та дідусем. Закінчив Приазовський державний технічний університет, працював на металургійному комбінаті Ілліча майже 10 років. Влітку 2014 року він вступив до складу добровольчого батальйону «Азов», брав участь у визволенні Донецької області, зокрема — міста Мар'їнка, населених пунктів поблизу Маріуполя, у Павлопільсько-Широкінській операції у 2015 році, де в бою зазнав поранення.
До кінця 2019 року служив у лавах уже ОЗСП НГУ «Азов» на посаді командира мінометного взводу. Здебільшого перебував на передовій. Звільнившись за станом здоров'я, на деякий час з родиною переїхав у Словаччину. Першого ж дня повномасштабного російського вторгнення в Україну 24 лютого повернувся до України. З 26 лютого по 25 березня брав участь в обороні Київської області. 25 березня був командиром першої групи десанту, що за допомогою гелікоптерів була доправлена до Маріуполя. Допомагав планувати шлях для гелікоптерів в околицях Маріуполя.

## Смерть
Загинув під час оборони Маріуполя у своєму рідному районі, тримаючи в руках NLAW, ведучи бій проти танка — зазнав уламкового поранення голови. Поліг 26 березня на рідній вулиці, захищаючи рідне місто. Залишилися дружина, син, донька та стара мати. Тільки на початку червня тіло загиблого змогли обміняти та доставити до Києва. Його впізнали за татуюванням.

## Вшанування пам'яті
Біографічну статтю про Олега Катрича вміщено в меморіальному виданні «Янголи Маріуполя» (Вінниця, 2025).